# Luxemburgs voetbalelftal in 2010
Het Luxemburgs voetbalelftal speelde in totaal acht interlands in het jaar 2010, waaronder vier wedstrijden in de kwalificatiereeks voor de EK-eindronde 2012 in Polen en Oekraïne. De ploeg stond voor het zesde opeenvolgende jaar onder leiding van oud-international Guy Hellers, die opstapte na het 0-0 gelijkspel in de vriendschappelijke wedstrijd tegen Faeröer op 4 juni. Hij werd opgevolgd door Luc Holtz. Op de FIFA-wereldranglijst zakte Luxemburg in 2010 van de 128ste (januari 2010) naar de 134ste plaats (december 2010). Doelman Jonathan Joubert en verdediger Tom Schnell waren in 2010 de enige spelers die in alle acht duels in actie kwamen, van de eerste tot en met de laatste minuut.

## Balans
| Wedstrijden | Wedstrijden | Wedstrijden | Wedstrijden | Doelpunten | Doelpunten | Doelpunten | Punten |
| Gespeeld    | Winst       | Gelijk      | Verlies     | Voor       | Tegen      | Saldo      | Punten |
| ----------- | ----------- | ----------- | ----------- | ---------- | ---------- | ---------- | ------ |
| 8           | 0           | 3           | 5           | 2          | 13         | –11        | 0.375  |

## Interlands
|                                                              |                   |       |                                      |                                                                                    |
| 3 maart Vriendschappelijk № 504 «onderlinge duels» 19:00 uur | Luxemburg         | 1 – 2 | Azerbeidzjan                         | Stade Josy Barthel, Luxemburg Toeschouwers: 600 Scheidsrechter: Petteri Kari (FIN) |
| 3 maart Vriendschappelijk № 504 «onderlinge duels» 19:00 uur | Jeff Strasser 33' |       | 27' Farid Guliyev 36' Elvin Mammadov | Stade Josy Barthel, Luxemburg Toeschouwers: 600 Scheidsrechter: Petteri Kari (FIN) |

|                                                             |           |       |         |                                                                                         |
| 4 juni Vriendschappelijk № 505 «onderlinge duels» 18:00 uur | Luxemburg | 0 – 0 | Faeröer | Stade Alphonse Theis, Luxemburg Toeschouwers: 713 Scheidsrechter: Carlo Bertolini (SUI) |
| 4 juni Vriendschappelijk № 505 «onderlinge duels» 18:00 uur |           |       |         | Stade Alphonse Theis, Luxemburg Toeschouwers: 713 Scheidsrechter: Carlo Bertolini (SUI) |

|                                                                  |                                                                                               |       |                  |                                                                                        |
| 11 augustus Vriendschappelijk № 506 «onderlinge duels» 19:45 uur | Wales                                                                                         | 5 – 1 | Luxemburg        | Parc-Y-Scarlets, Llanelli Toeschouwers: 4.904 Scheidsrechter: Mattias Gestranius (FIN) |
| 11 augustus Vriendschappelijk № 506 «onderlinge duels» 19:45 uur | David Cotterill 35' Joe Ledley 47' (pen.) Andy King 55' Ashley Williams 78' Craig Bellamy 82' |       | 44' Joël Kitenge | Parc-Y-Scarlets, Llanelli Toeschouwers: 4.904 Scheidsrechter: Mattias Gestranius (FIN) |

|                                                                |           |                                                      |                       |                                                                                          |
| 3 september EK-kwalificatie № 507 «onderlinge duels» 19:15 uur | Luxemburg | 0 – 3                                                | Bosnië en Herzegovina | Stade Josy Barthel, Luxemburg Toeschouwers: 7.327 Scheidsrechter: Veaceslav Banari (MDA) |
| 3 september EK-kwalificatie № 507 «onderlinge duels» 19:15 uur |           | 6' Senijad Ibričić 12' Miralem Pjanić 16' Edin Džeko |                       | Stade Josy Barthel, Luxemburg Toeschouwers: 7.327 Scheidsrechter: Veaceslav Banari (MDA) |

|                                                                |                  |       |           |                                                                                     |
| 7 september EK-kwalificatie № 508 «onderlinge duels» 20:15 uur | Albanië          | 1 – 0 | Luxemburg | Qemal Stafastadion, Tirana Toeschouwers: 11.800 Scheidsrechter: Richard Trutz (SVK) |
| 7 september EK-kwalificatie № 508 «onderlinge duels» 20:15 uur | Hamdi Salihi 37' |       |           | Qemal Stafastadion, Tirana Toeschouwers: 11.800 Scheidsrechter: Richard Trutz (SVK) |

|                                                              |           |       |             |                                                                                            |
| 8 oktober EK-kwalificatie № 509 «onderlinge duels» 20:15 uur | Luxemburg | 0 – 0 | Wit-Rusland | Stade Josy Barthel, Luxemburg Toeschouwers: 1.857 Scheidsrechter: Aleksandar Stavrev (MKD) |
| 8 oktober EK-kwalificatie № 509 «onderlinge duels» 20:15 uur |           |       |             | Stade Josy Barthel, Luxemburg Toeschouwers: 1.857 Scheidsrechter: Aleksandar Stavrev (MKD) |

|                                                               |                                      |       |           |                                                                                   |
| 12 oktober EK-kwalificatie № 510 «onderlinge duels» 21:00 uur | Frankrijk                            | 2 – 0 | Luxemburg | Stade Saint-Symphorien, Metz Toeschouwers: 24.710 Scheidsrechter: Matej Jug (SLO) |
| 12 oktober EK-kwalificatie № 510 «onderlinge duels» 21:00 uur | Karim Benzema 22' Yoann Gourcuff 76' |       |           | Stade Saint-Symphorien, Metz Toeschouwers: 24.710 Scheidsrechter: Matej Jug (SLO) |

|                                                                  |           |       |          |                                                                                      |
| 17 november Vriendschappelijk № 511 «onderlinge duels» 19:15 uur | Luxemburg | 0 – 0 | Algerije | Stade Josy Barthel, Luxemburg Toeschouwers: 7.033 Scheidsrechter: Peter Sippel (GER) |
| 17 november Vriendschappelijk № 511 «onderlinge duels» 19:15 uur |           |       |          | Stade Josy Barthel, Luxemburg Toeschouwers: 7.033 Scheidsrechter: Peter Sippel (GER) |

## FIFA-wereldranglijst
| JAN | FEB | MAR | APR | MEI | JUN | JUL | AUG | SEP | OKT | NOV | DEC |
| --- | --- | --- | --- | --- | --- | --- | --- | --- | --- | --- | --- |
| 128 | 124 | 126 | 124 | 127 | 127 | 116 | 117 | 130 | 135 | 133 | 134 |

## Statistieken
| Jonathan Joubert   | 1979-09-12 | F91 Dudelange       | 8 | 0 | 0 | 40 | 0 |
| Verdediging        |            |                     |   |   |   |    |   |
| Tom Schnell        | 1985-10-08 | CS Fola Esch        | 8 | 0 | 0 | 16 | 0 |
| Eric Hoffmann      | 1984-06-21 | Jeunesse Esch       | 7 | 1 | 0 | 68 | 0 |
| Kim Kintziger      | 1987-04-02 | FC Differdange 03   | 7 | 0 | 0 | 40 | 1 |
| Guy Blaise         | 1980-12-12 | Excelsior Virton    | 6 | 0 | 0 | 12 | 0 |
| Tom Laterza        | 1992-05-09 | CS Sedan Ardennes B | 3 | 2 | 0 | 7  | 0 |
| Mathias Jänisch    | 1990-08-27 | FC Differdange 03   | 3 | 1 | 0 | 12 | 0 |
| Jeff Strasser      | 1974-10-05 | CS Fola Esch        | 2 | 1 | 1 | 98 | 7 |
| Michel Kettenmeyer | 1989-02-07 | FC Differdange 03   | 1 | 1 | 0 | 2  | 0 |
| Kevin Malget       | 1991-01-15 | Alemannia Aachen II | 1 | 0 | 0 | 1  | 0 |
| Massimo Martino    | 1990-09-18 | RM Hamm Benfica     | 0 | 3 | 0 | 7  | 0 |
| Billy Bernard      | 1991-04-09 | CS Fola Esch        | 0 | 1 | 0 | 1  | 0 |
| Middenveld         |            |                     |   |   |   |    |   |
| Gilles Bettmer     | 1989-03-31 | FC Differdange 03   | 7 | 0 | 0 | 38 | 0 |
| Mario Mutsch       | 1984-09-03 | FC Metz             | 7 | 0 | 0 | 45 | 1 |
| René Peters        | 1981-06-15 | Jeunesse Esch       | 7 | 0 | 0 | 78 | 3 |
| Ben Payal          | 1988-09-08 | F91 Dudelange       | 5 | 1 | 0 | 35 | 0 |
| Charles Leweck     | 1983-07-19 | Jeunesse Esch       | 3 | 0 | 0 | 23 | 0 |
| Lars Krogh Gerson  | 1990-02-05 | Kongsvinger IL      | 2 | 1 | 0 | 9  | 0 |
| Joël Pedro         | 1992-04-10 | CS Sedan Ardennes B | 0 | 1 | 0 | 3  | 0 |
| Aanval             |            |                     |   |   |   |    |   |
| Daniel da Mota     | 1985-09-11 | F91 Dudelange       | 3 | 5 | 0 | 25 | 0 |
| Joël Kitenge       | 1987-11-12 | CS Fola Esch        | 3 | 2 | 1 | 25 | 2 |
| Aurélien Joachim   | 1986-08-10 | FC Differdange 03   | 3 | 0 | 0 | 24 | 1 |
| Dan Collette       | 1985-04-02 | Jeunesse Esch       | 1 | 3 | 0 | 27 | 0 |
| Stefano Bensi      | 1988-08-11 | F91 Dudelange       | 1 | 0 | 0 | 6  | 0 |
| Amel Ćosić         | 1989-11-19 | FC Wiltz 71         | 0 | 1 | 0 | 1  | 0 |

FLF · A-internationals · Bondscoaches · Statistieken · Luxemburgs vrouwenelftal · Luxemburg U21 · Luxemburg U19 · Luxemburg U18 · Luxemburg U17 · Luxemburg U16
1911 – 1919 ·
1920 – 1929 ·
1930 – 1939 ·
1940 – 1949 ·
1950 – 1959 ·
1960 – 1969 ·
1970 – 1979 ·
1980 – 1989 ·
1990 – 1999 ·
2000 – 2009 ·
2010 – 2019 ·
2020 − 2029
OS 1920 · 
OS 1924 · 
OS 1928 · 
OS 1936 · 
OS 1948 · 
OS 1952
1911 · 
1912 · 
1913 · 
1914 · 
1915 · 1916 · 1917 · 1918 · 1919 · 
1920 · 
1921 · 1922 · 1923 · 
1924 · 
1925 · 1926 · 
1927 · 
1928 · 
1929 · 1930 · 1931 · 1932 · 1933 · 
1934 · 
1935 · 
1936 · 
1937 · 
1938 · 
1939 · 
1940 · 
1941 · 1942 · 1943 · 1944 · 
1945 · 
1946 · 
1947 · 
1948 · 
1949 · 
1950 · 
1952 · 
1952 · 
1953 · 
1954 · 
1955 · 
1956 · 
1957 · 
1958 · 
1959 · 
1960 · 
1961 · 
1962 · 
1963 · 
1964 · 
1965 · 
1966 · 
1967 · 
1968 · 
1969 · 
1970 · 
1971 · 
1972 · 
1973 · 
1974 · 
1975 · 
1976 · 
1977 · 
1978 · 
1979 · 
1980 · 
1981 · 
1982 · 
1983 · 
1984 · 
1985 · 
1986 · 
1987 · 
1988 · 
1989 · 
1990 · 
1991 · 
1992 · 
1993 · 
1994 · 
1995 · 
1996 · 
1997 · 
1998 · 
1999 · 
2000 · 
2001 · 
2002 · 
2003 · 
2004 · 
2005 · 
2006 · 
2007 · 
2008 · 
2009 · 
2010 · 
2011 · 
2012 · 
2013 · 
2014 · 
2015 ·
2016 ·
2017 ·
2018 ·
2019 ·
2020 ·
2021
Afghanistan ·
Albanië ·
Algerije ·
Armenië ·
Azerbeidzjan ·
België ·
Bosnië en Herzegovina ·
Brazilië ·
Bulgarije ·
Canada ·
Cyprus ·
DDR ·
Denemarken ·
(West-)Duitsland ·
Egypte ·
Engeland ·
Estland ·
Faeröer ·
Finland ·
Frankrijk ·
Gambia ·
Georgië ·
Griekenland ·
Hongarije ·
Ierland ·
IJsland ·
Israël ·
Italië ·
Japan ·
Joegoslavië ·
Kaapverdië ·
Kameroen ·
Kazachstan ·
Letland ·
Liechtenstein ·
Litouwen ·
Madagaskar ·
Malta ·
Marokko ·
Mexico ·
Moldavië ·
Montenegro ·
Myanmar ·
Nederland ·
Nigeria ·
Noord-Ierland ·
Noord-Macedonië ·
Noorwegen ·
Oekraïne ·
Oostenrijk ·
Polen ·
Portugal ·
Qatar ·
Roemenië ·
Rusland ·
San Marino ·
Saoedi-Arabië ·
Schotland ·
Senegal ·
Servië ·
Servië en Montenegro ·
Slovenië ·
Slowakije ·
Sovjet-Unie ·
Spanje ·
Thailand ·
Togo ·
Tsjechië ·
Tsjecho-Slowakije ·
Turkije ·
Uruguay ·
Verenigde Staten ·
Wales ·
Wit-Rusland ·
Zuid-Korea ·
Zweden ·
Zwitserland